# Радченко Петро Андрійович
Радченко Петро Андрійович (1 (14) липня 1902, Київ — 19 липня 1942, Київ) — український письменник.

## Життєпис
Народився у Києві. 1922 року закінчив педагогічні курси. Опісля працював вчителем у київських школах.
Згодом працював співробітником журналу «Молодий більшовик» та «Літературної газети».
Друкувався з 1925 року. За життя вийшло декілька збірок оповідань та повістей: «Скрипка» (1928), «Чорний хліб» (1931), «Залізні шори» (1932) та інші.
Був членом літературних організацій «Молодняк» та ВУСПП.
З початком війни пішов на фронт, потрапив у оточення поблизу Києва, брав участь у партизанському русі та роботі підпільних організацій у Києві. Загинув у гестапо куди потрапив за доносом Аркадія Любченка[джерело?].

## Вшанування пам'яті
1957 року на його часть у Києві названо нову вулицю на Олександрівській слобідці.